# Tricyphona frigida
Tricyphona frigida är en tvåvingeart som beskrevs av Alexander 1919. Tricyphona frigida ingår i släktet Tricyphona och familjen hårögonharkrankar. Inga underarter finns listade i Catalogue of Life.